# (48782) Fierz
(48782) Fierz ist ein Asteroid des Hauptgürtels, der am 20. September 1997 von der tschechischen Astronomin Lenka Kotková an der Sternwarte Ondřejov (IAU-Code 557) südlich von Prag entdeckt wurde.
Der Asteroid wurde am 9. April 2009 nach der Schweizer Erzieherin und Übersetzerin Olga Fierz (1900–1990) benannt, die zusammen mit Přemysl Pitter deutsche und jüdische Kinder in Prag nach dem Zweiten Weltkrieg rettete.